# Delia cregyoglossa
Delia cregyoglossa är en tvåvingeart som först beskrevs av Huckett 1965.  I den svenska databasen Dyntaxa används istället namnet Delia turcica. Delia cregyoglossa ingår i släktet Delia och familjen blomsterflugor. Arten har ej påträffats i Sverige. Inga underarter finns listade i Catalogue of Life.